# Тексаркана (Арканзас)
Тексаркана (англ. Texarkana) — місто (англ. city) в США, в окрузі Міллер штату Арканзас, адміністративний центр округу. Населення — 29 387 осіб (2020).
Одна половина міського утворення належить штату Арканзас, друга — штату Техас. Розділова межа між двома «напівмістами» проходить по Стейт-Лайн-Авеню.

## Географія
Тексаркана розташована на висоті 110 метрів над рівнем моря за координатами 33°26′11″ пн. ш. 93°59′14″ зх. д. / 33.43639° пн. ш. 93.98722° зх. д. (33.436343, -93.987116).  За даними Бюро перепису населення США в 2010 році місто мало площу 108,35 км², з яких 107,89 км² — суходіл та 0,47 км² — водойми.

## Демографія
Згідно з переписом 2010 року, у місті мешкало 29 919 осіб у 12 032 домогосподарствах у складі 7801 родини. Густота населення становила 276 осіб/км².  Було 13375 помешкань (123/км²). 
Расовий склад населення:
| - 62,4 % — білих - 33,2 % — чорних або афроамериканців - 0,6 % — корінних американців - 0,6 % — азіатів - 0,1 % — вихідців з тихоокеанських островів - 1,2 % — осіб інших рас |

До двох чи більше рас належало 2,0 %. Іспаномовні складали 2,8 % від усіх жителів.
За віковим діапазоном населення розподілялося таким чином: 23,8 % — особи молодші 18 років, 62,6 % — особи у віці 18—64 років, 13,6 % — особи у віці 65 років та старші. Медіана віку мешканця становила 36,2 року. На 100 осіб жіночої статі у місті припадало 95,2 чоловіків;  на 100 жінок у віці від 18 років та старших — 91,6 чоловіків також старших 18 років.
Середній дохід на одне домашнє господарство  становив 51 347 доларів США (медіана — 38 292), а середній дохід на одну сім'ю — 62 540 доларів (медіана — 48 333). Медіана доходів становила 40 861 долар для чоловіків та 29 938 доларів для жінок. За межею бідності перебувало 22,1 % осіб, у тому числі 35,1 % дітей у віці до 18 років та 11,5 % осіб у віці 65 років та старших.
Цивільне працевлаштоване населення становило 12 543 особи. Основні галузі зайнятості: освіта, охорона здоров'я та соціальна допомога — 19,7 %, роздрібна торгівля — 14,1 %, виробництво — 13,0 %.
За даними перепису населення 2000 року в Тексаркані проживало 26 448 осіб, 7040 сімей, налічувалося 10 384 домашніх господарств та 11 721 житловий будинок. Середня густота населення становила близько 318,7 осіб на один квадратний кілометр. Расовий склад Тексаркани за даними перепису розподілився таким чином: 65,93 % білих, 31,00 % — чорних або афроамериканців, 0,48 % — корінних американців, 0,50 % — азіатів, 0,03 % — вихідців з тихоокеанських островів, 1,46 % — представників змішаних рас, 0,61 % — інших народів. Іспаномовні склали 1,78 % від усіх жителів міста.
З 10 384 домашніх господарств в 32,5 % — виховували дітей віком до 18 років, 45,3 % представляли собою подружні пари, які спільно проживали, в 18,7 % сімей жінки проживали без чоловіків, 32,2 % не мали сімей. 28,3 % від загального числа сімей на момент перепису жили самостійно, при цьому 11,6 % склали самотні літні люди у віці 65 років та старше. Середній розмір домашнього господарства склав 2,45 особи, а середній розмір родини — 2,99 особи.
Населення міста за віковим діапазоном за даними перепису 2000 року розподілилося таким чином: 25,9 % — жителі молодше 18 років, 10,1 % — між 18 і 24 роками, 28,5 % — від 25 до 44 років, 21,5 % — від 45 до 64 років і 14,0 % — у віці 65 років та старше. Середній вік мешканця склав 35 років. На кожні 100 жінок в Тексаркані припадало 92,0 чоловіків, у віці від 18 років та старше — 87,0 чоловіків також старше 18 років.
Середній дохід на одне домашнє господарство в місті склав 31 343 долара США, а середній дохід на одну сім'ю — 37 157 доларів. При цьому чоловіки мали середній дохід в 35 204 долара США на рік проти 21 731 долар середньорічного доходу у жінок. Дохід на душу населення в місті склав 17 130 доларів на рік. 17,2 % від усього числа сімей в населеному пункті і 21,7 % від усієї чисельності населення перебувало на момент перепису населення за межею бідності, при цьому 33,0 % з них були молодші 18 років і 15,7 % — у віці 65 років та старше.

## Відомі уродженці та мешканці

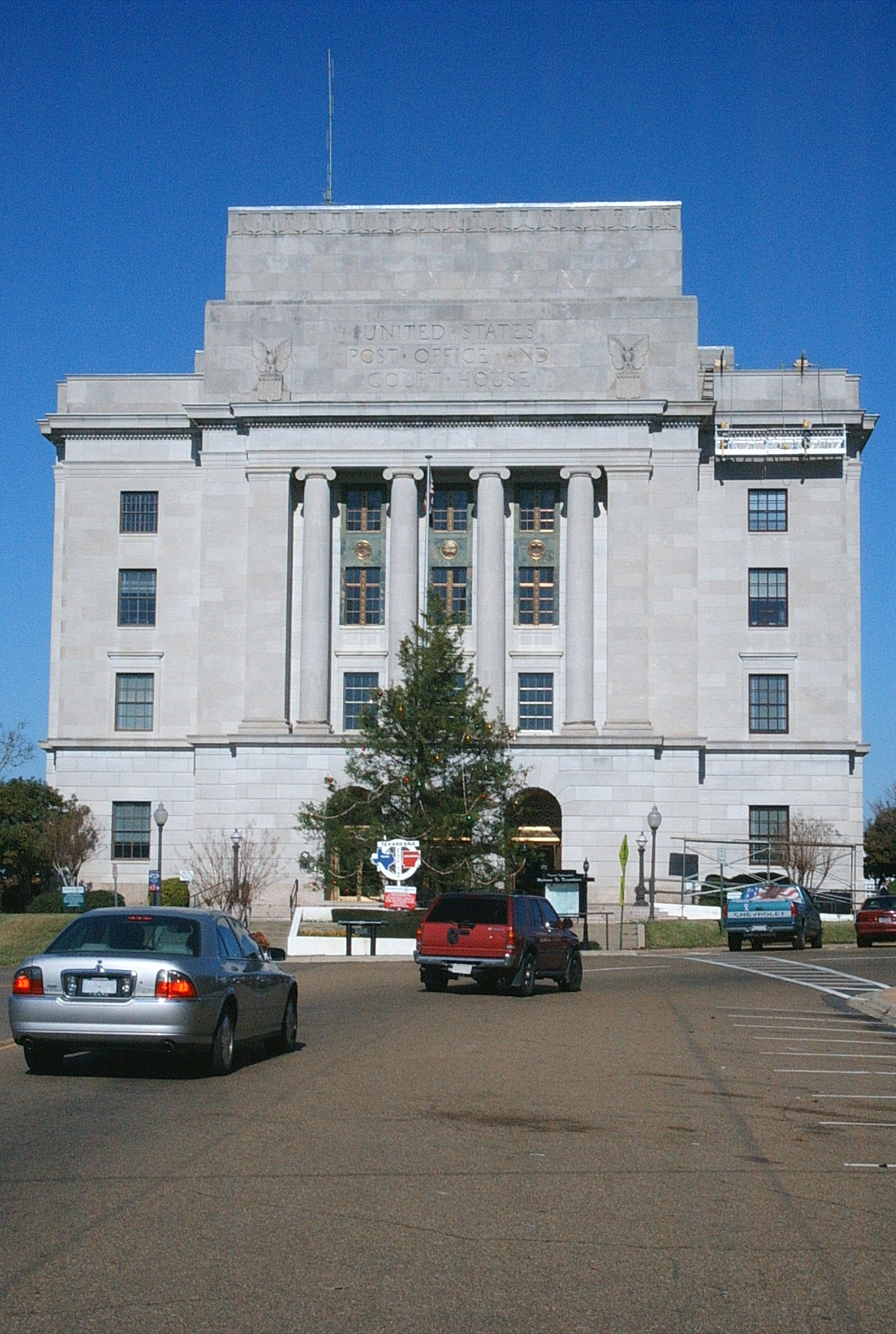
Будівля з представництвами федеральних структур на Стейт-Лайн-Авеню, включаючи офіси пошти та суду

- Лінн Артур Девіс — колишній політик, автор кримінальних хронік
- Мартін Ділрей — музикант, виконавець пісень в стилі кантрі
- Майк Хакабі — 44-й губернатор штату Арканзас
- Руфус Парнелли Джонс — автогонщик та власник автотреків
- Джеффрі Лінн Кейт — музикант, співак